# 赤星武貫
赤星 武貫（あかぼし たけつら）は、南北朝時代の武将。赤星氏第3代当主。

## 経歴・人物
菊池武光に従い懐良親王を奉じて延文4年/正平14年（1359年）8月6日、少弐頼尚勢と筑後川の戦いにて戦い戦死した。